# Corpora amylacea

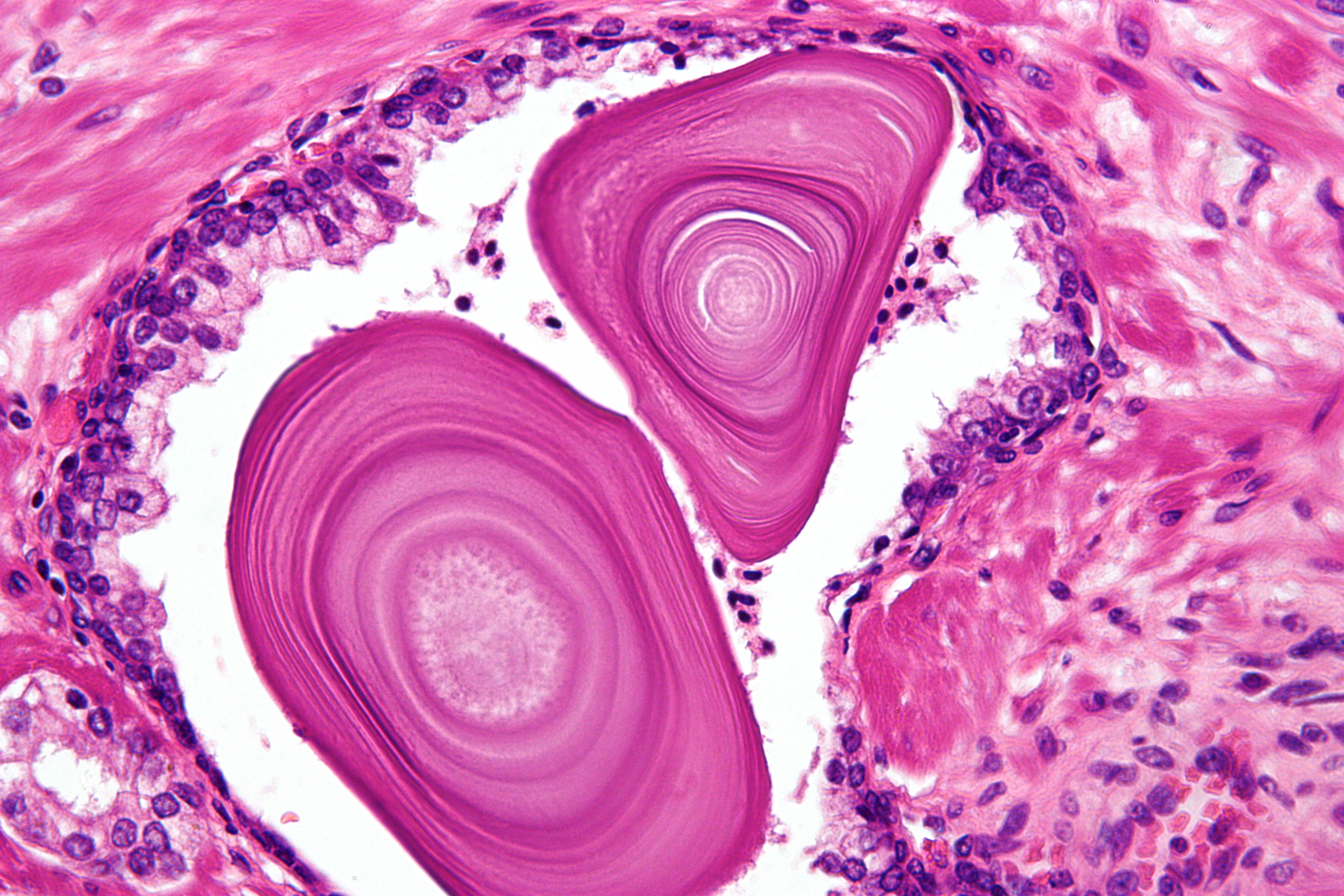
Corpora amylacea in der Prostata

Corpora amylacea (lat. für ‚stärkeähnliche Körnchen‘) sind kleine Hyalin-Körper unbekannter Bedeutung für den Körper. Sie wurden erstmals 1723 von Giovanni Battista Morgagni in der Prostata entdeckt, kommen aber auch im Nervengewebe und in den Lungenbläschen vor. Der Begriff wurde von Jan Evangelista Purkyně aufgrund der von Rudolf Virchow entdeckten Ähnlichkeit im Färbeverhalten mit Stärkekörnchen in Pflanzenzellen geprägt. Sie entstehen aus abgestorbenen Zellen oder verdickten Absonderungen und treten mit zunehmendem Alter häufiger auf.
Die Corpora amylacea in der Prostata treten schon bei Kindern auf und sind hier meist klein und ohne sichtbare Schichtung. Bei Männern nehmen sie an Größe zu, haben eine unregelmäßige Gestalt und zeigen eine deutliche konzentrische Schichtung, manchmal auch radiäre Muster. Ihre Farbe reicht von hellgelb über braun bis schwarz. Sie sind meist hirsekorn- bis erbsengroß, können aber bis pflaumenkerngroß werden und eine Masse von 100 g erreichen.
Corpora amylacea im Nervengewebe treten vor allem in den Astrozyten, selten auch in den Axonen auf. Sie kommen vor allem subependymal und im Bereich der Riechbahn vor und sind zwischen 10 und 50 µm groß, rund und stark basophil. In der HE-Färbung stellen sie sich grau oder grau-blau dar. Sie reagieren PAS-positiv. Ultrastrukturell bestehen sie aus dicht gepackten Filamenten mit etwa 6 nm Durchmesser und amorphem Material. Chemisch handelt es sich um Polyglucosane und Proteine.
Die Corpora amylacea in den Lungenbläschen sind runde, 30 bis 200 µm große Gebilde, die aus Glykoproteinen bestehen. Sie färben sich in der HE- und Papanicolaou-Färbung pink an, in der PAS-Reaktion magenta und in der Masson-Trichrom-Färbung blau an. Sie zeigen eine konzentrische Schichtung und radiäre Streifung.